# Rafael Peralta (cantante)
Rafael Peralta (15 de marzo de 1934 - Arica, 18 de junio de 2016) fue un cantante chileno, parte de la nueva ola.
Oriundo de Antofagasta, inicios como cantante fueron como crooner, pero debido a la popularidad del movimiento musical nueva ola dio un giro a este estilo.
Entre sus canciones están "Problemas", "te has quedado negra", "Hola papi, hola mamí" y su éxito más conocido "El baile de la baldosa" versión local de la canción "Il ballo del mattone", de la italiana Rita Pavone. reconocido por la canción el baile de la baldosa